# 산이로
산이로(Sani-ro)는 전라남도 해남군 마산면 산이교차로에서 해남군 산이면 달도교차로를 잇는 전라남도의 도로이다.

## 주요 경유지
전라남도
- 해남군 (마산면 . 산이면)

## 노선
| 이름                | 접속 노선                            | 소재지        | 소재지        | 비고          |
| 명량로와 직결       | 명량로와 직결                        | 명량로와 직결 | 명량로와 직결 | 명량로와 직결 |
| ------------------- | ------------------------------------ | ------------- | ------------- | ------------- |
| 산이 교차로         | 명량로                               | 해남군        | 마산면        |               |
| 마산면학의리 교차로 | 원호맹진로                           | 해남군        | 마산면        |               |
| 반송삼거리          | 원금길                               | 해남군        | 산이면        |               |
| 산이면소재지 교차로 | 비석길                               | 해남군        | 산이면        |               |
| 산이면소재지 삼거리 | 비석길                               | 해남군        | 산이면        |               |
| 대진교              |                                      | 해남군        | 산이면        |               |
| (이름없음)          | 부동길                               | 해남군        | 산이면        |               |
| 달도 교차로         | 국가지원지방도 제49호선 (관광레저로) | 해남군        | 산이면        |               |

## 주요 건물 및 시설
- SK에너지 구교주유소 (산이로 334/학외리 271-7)
- S-OIL 금송주유소 (산이로 653/금송리 479)
- 농협 산이농협주유소 (산이로 1326/진산리 55-15)
- 대진보건진료소 (산이로 1600/대진리 426-6)
- 산이서초등학교 (산이로 1736/상공리 231-4)
- GS칼텍스 산이주유소 (산이로 2076/구성리 50)